# Crea-ture Studios
Crea-ture Studios (écrit creā-ture Studios Inc.) est un studio de développement et éditeur de jeux vidéos canadien. Le studio est fondé par Marc-André Houde en 2014 dans les alentours de Montréal au Canada par d'anciens développeurs ayant travaillé sur des jeux AAA "depuis trop longtemps", souhaitant se concentrer davantage sur des jeux à plus petites échelles et créatifs. Le studio est réputé pour le développement du jeu Session sortie en accès anticipé sur Microsoft Windows en septembre 2019, puis sur Xbox One en juin 2020.
En aout 2021, le studio se fait racheter par l'entreprise française Nacon, filiale autonome du groupe Bigben Interactive.